# 荒野の無頼漢
『荒野の無頼漢』（こうやのぶらいかん、伊: Testa t'ammazzo, croce... sei morto - Mi chiamano Alleluja、英: They Call Me Hallelujah）は、1971年に公開されたイタリアの映画。宝石をめぐった政府軍と革命軍による争いを描くマカロニ・ウエスタンである。監督はアンソニー・アスコット（ジュリアーノ・カルニメーオ）。主演はジョージ・ヒルトン。

## あらすじ
革命軍の一員ハレルヤは大将ラミレスを救出した。
次いで彼は政府軍のスパイから宝石を奪って、悪徳商人クランツから最新鋭のマシンガンを買うことを計画する。
ところが、スパイは何者かの襲撃を受けており、ハレルヤは襲撃犯から宝石を奪うも、すべて偽物だった。
また、クランツの取引も、修道女アンナ・リーの妨害で失敗し、囚われの身になってしまう。
そのアンナ・リーはハレルヤが盗んだ宝石に手を出そうとして捕まり、彼に助けられ、彼女の正体がアメリカの諜報員だと判明する。また、政府軍のスパイ襲撃事件の黒幕はクランツであり、アンナ・リーを狙ったところで ロシアの大公の妨害を受ける。そして、ハレルヤは大公と共闘してクランツを撃破し、偽物の宝石の中に本物の宝石が入っていたことに気づく。

## キャスト
| 役名                   | 俳優                     | 日本語吹替   | 日本語吹替   |
| 役名                   | 俳優                     | テレビ朝日版 | テレビ東京版 |
| ---------------------- | ------------------------ | ------------ | ------------ |
| ハレルヤ               | ジョージ・ヒルトン       | 山田康雄     | 内海賢二     |
| ロシアの大公           | チャールズ・サウスウッド |              |              |
| シスター・アンナ・リー | アガタ・フローリ         |              |              |
| ラミレス               | ロベルト・カマルディエル |              |              |
| フォーチュン           | パオロ・ゴスリーノ       |              |              |
| クランツ               | アンドレア・ボシック     |              |              |
| ガートルード           | リンダ・シーニ           |              |              |

- NETテレビ版：初回放送1977年2月12日『土曜映画劇場』
  - 制作：ザック・プロモーション[3]
- テレビ東京版：初回放送1981年『火曜ロードショー』
  - 制作：ザック・プロモーション[3]